# 资格股
资格股，是指为取得信用社社员资格所必须交纳的基础股金，是社员获得农村信用社、农村合作银行优先、优惠服务的前提。资格股实行一人一票制，可转让、继承。满足“资格股”额度以外的投资，还可取得“投资股”，额度由投资人自行确定，享有分红权利并承担风险。投资人可以根据投资股权多少确定投票权，以强化对农村信用社的约束、监督机制。
2010年，银监会提出要在2015年底前，全面取消农信社资格股。